# Murat Akın
Murat Akın (Sint-Niklaas, 22 ottobre 1986) è un dirigente sportivo ed ex calciatore turco, di ruolo centrocampista.